# Wuppertali függővasút
A Wuppertaler Schwebebahn a németországi Wuppertal városban üzemelő egysínű vasút, amely 1901-ben indult első útjára. Ez a legrégebbi ilyen rendszer a világon. A vonal nagyrészt a Wupper-patakot követi, a meder felett halad.

## Megépítésének körülményei
Wuppertal sűrűn beépített, forgalmas város volt már a 20. század elején is. A városnak szüksége volt egy új vasútra a megnövekedett forgalom miatt. A beépítettség miatt egy hagyományos vonal nagyon drága lett volna és a Wupper-patak is nehézséget jelentett. Egy mérnök javaslatára a vonalat egysínű magasvasútként építették meg a patak felett, mert ez volt a legolcsóbb megoldás.

## Állomások

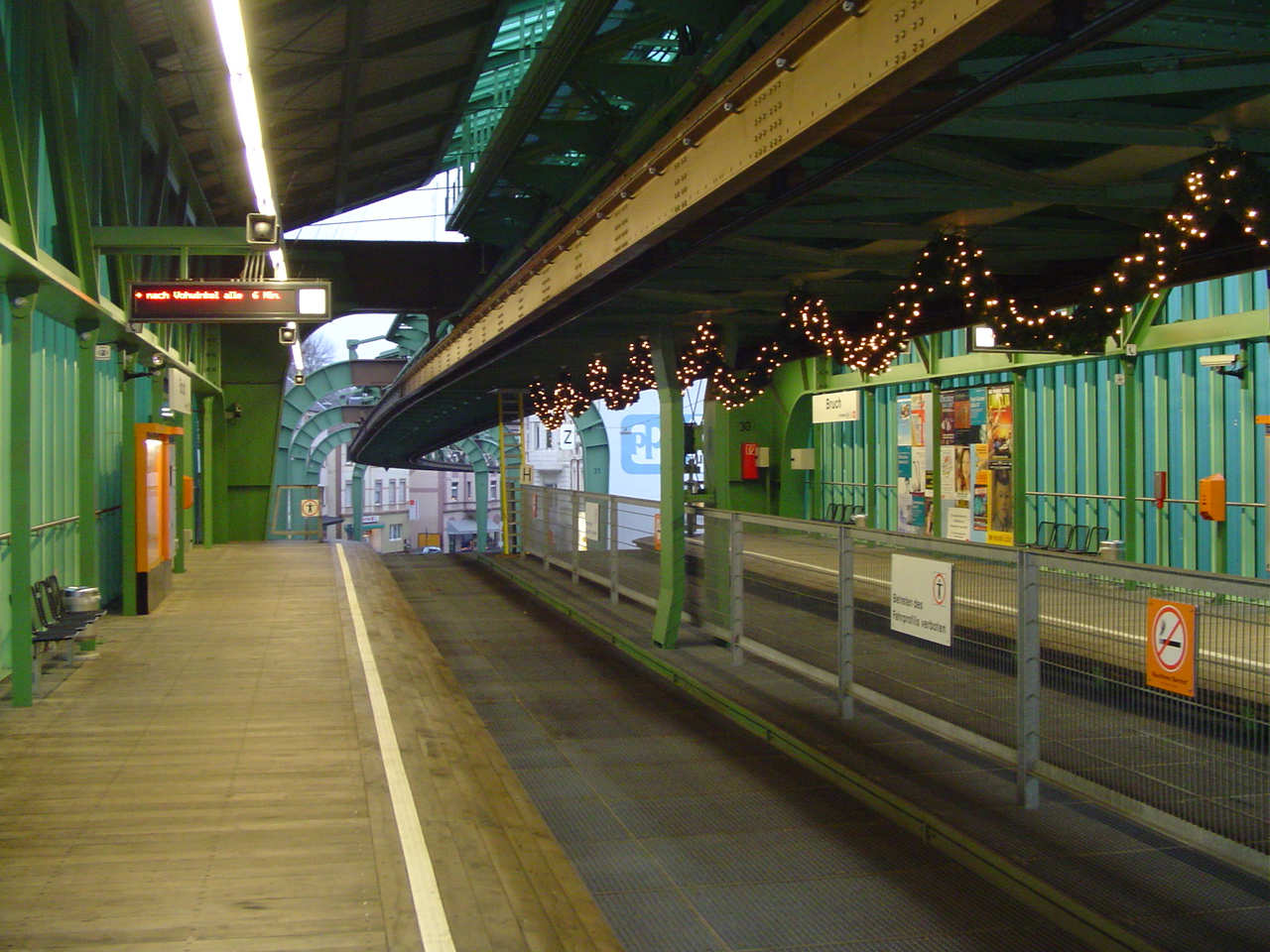
Bruch állomás

- Oberbarmen Bf
- Wupperfeld
- Werther Brücke
- Alter Markt
- Adlerbrücke
- Loher Brücke
- Völklinger Straße
- Landgericht
- Kluse
- Hauptbahnhof
- Ohligsmühle
- Robert-Daum-Platz
- Pestalozzistr
- Westende
- Varresbecker Straße
- Zoo/Stadion
- Sonnborner Straße
- Hammerstein
- Bruch
- Vohwinkel

## Műszaki jellemzés
A vonal 1898 és 1901 között épült, 13,3 km hosszú, 600 V egyenárammal villamosítva. A kocsik acélgörgőkre függesztve haladnak. A szerelvények maximális sebessége 60 km/h, az átlagsebesség 26,6 km/h, a menetidő 28-30 perc.

## A művészetben
- A vasút több játékfilmben is látható.
- Regényben is szerepel.

## Képgaléria

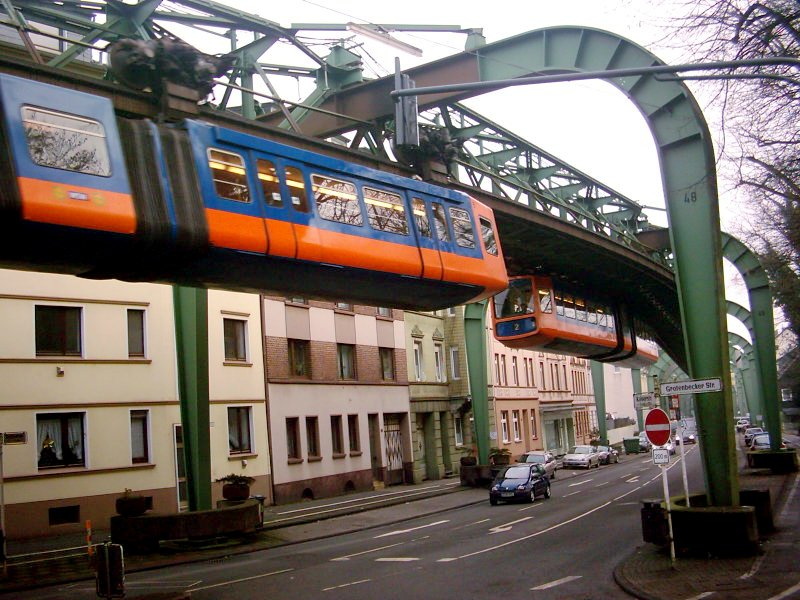
A függővasút
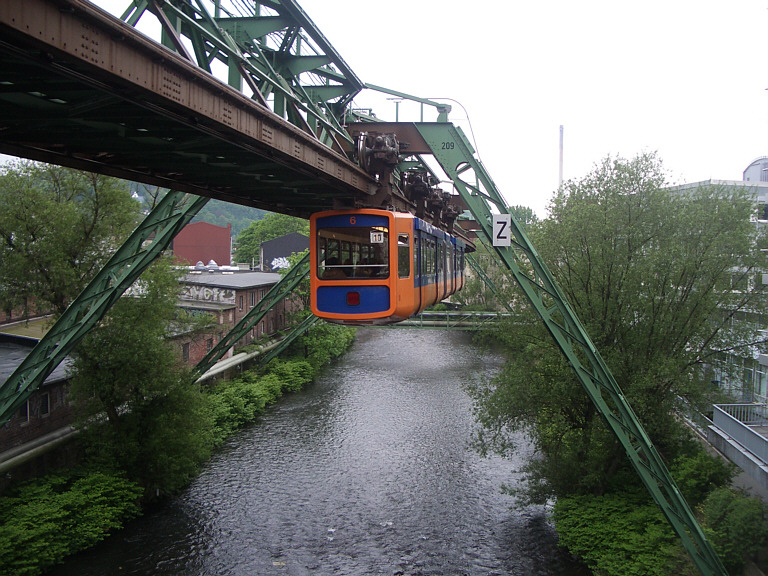
A Wupper-patak felett
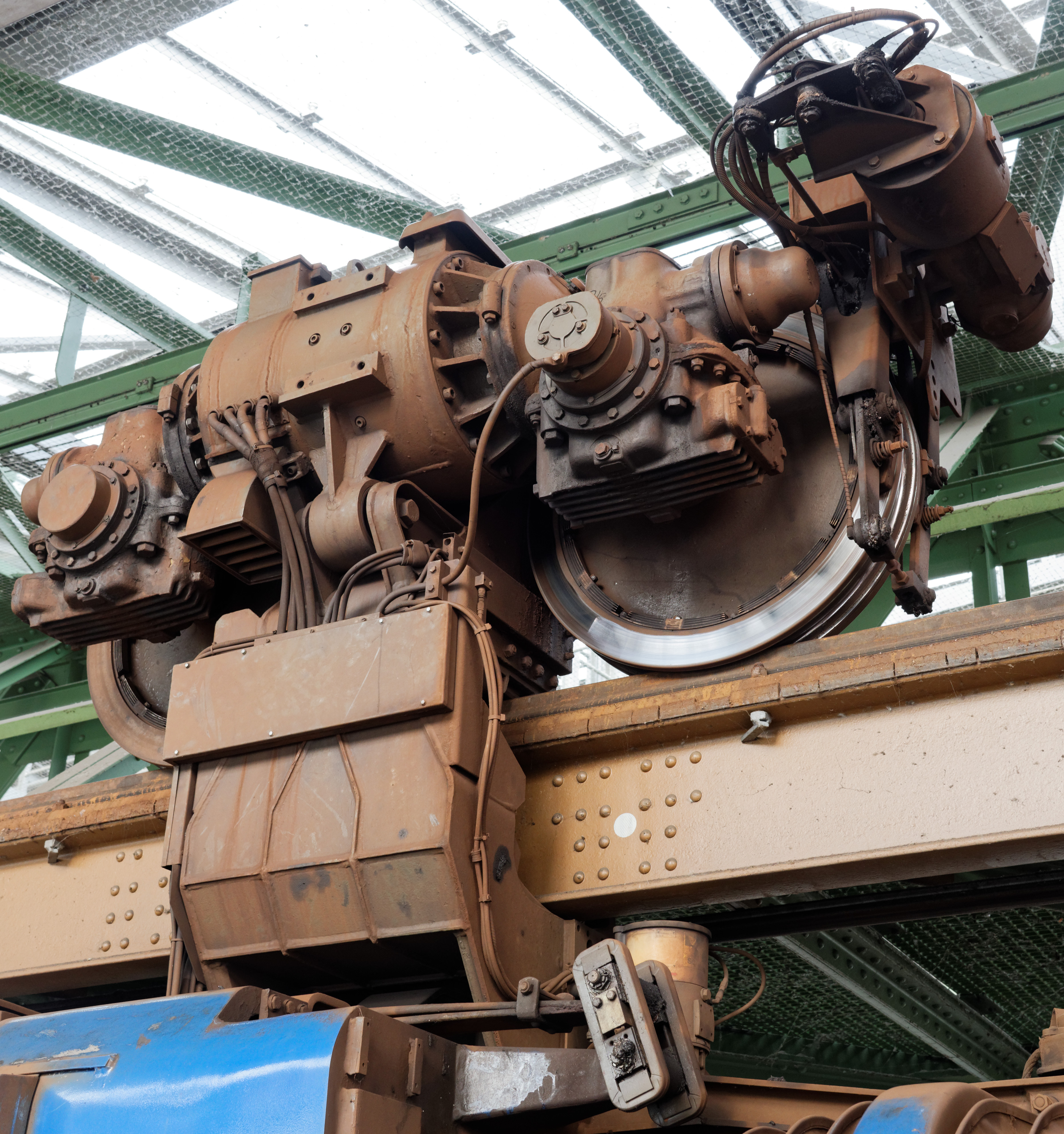
Forgózsámolyos kocsifelfüggesztés